# Аминандър
Аминандър (на старогръцки: Ἀμύνανδρος, Amynandros, на латински: Amynander) е цар на Атаманците в южен Епир през края на 3 век пр.н.е.

## Управление
По неговото време между 220 – 190 пр.н.е. Атаманците имат успех против граничните сили и често сменят алианциите си.
Аминандър е в съюз с Филип V Македонски и Етолийците (208 пр.н.е.). Като награда за неговата неотралност през Първата македонско-римска война (214 – 205 пр.н.е.) той получава остров Цакинтос от Филип V Македонски.
През Втората македонско-римска война (200 – 197/196 пр.н.е.) той помага на римляните.
През 198 пр.н.е. той присъства на конференцията между римския консул Фламиний и Филип V Македонски. През юни 197 пр.н.е. той помага на Филип V в битката при Киноскефала, но са победени от Фламиний. Той участва в конференцията след битката, при която се сключва мир, в който Македония е съгласна да напусне Гърция. В Римско-сирийската война (192 – 188 пр.н.е.) цар Аминандър се опитва с помощта на Селевкидите и Етолийците на неговия зет Филип от Мегалополис да се инсталитра на македонския трон. От 190 пр.н.е. той е подчинен съюзник на римляните.
Аминандър е женен за македонката Апама, дъщеря на Александър от Мегалополис и сестра на Филип от Мегалополис, който смята, че е роднина на Александър Велики и има претенции за македонския трон.